# Robert Rydberg
Jan Robert Rydberg, född Karlsson den 31 januari 1979 i Norrköping, är en svensk artist och skådespelare.

## Biografi
Rydberg studerade på estetisk linje vid De Geergymnasiet i Norrköping med inriktning på gitarr och sång. Efter avslutad gymnasieutbildning uppträdde Rydberg på hotell i turistorter runt Medelhavet. Han inledde sedan studier vid Dansforums Performing Arts School med inriktning på musikal.
Rydberg är sedan 2010 gift med Birgitta Rydberg.

## Teater

### Roller
| År   | Roll                                        | Produktion                                                                            | Regi              | Teater                        |
| ---- | ------------------------------------------- | ------------------------------------------------------------------------------------- | ----------------- | ----------------------------- |
| 2003 | A-Rab                                       | West Side Story Leonard Bernstein, Stephen Sondheim och Arthur Laurents               | Georg Malvius     | Wasa Teater                   |
| 2004 | Joe Vegas                                   | Fame José Fernandez, Steve Margoshes och Jacques Levy                                 | Hans Berndtsson   | Oscarsteatern Slagthuset      |
| 2005 | Swing                                       | Mamma Mia! Benny Andersson, Björn Ulvaeus och Catherine Johnson                       | Paul Garrington   | Cirkus, Stockholm             |
| 2005 | Joey (Faces)                                | Saturday Night Fever Nan Knighton, Arlene Phillips, Paul Nicholas och Robert Stigwood | TJ Rizzo          | Oscarsteatern                 |
| 2006 | Kenickie                                    | Grease Jim Jacobs och Warren Casey                                                    | Eva Rydberg       | Nöjesteatern                  |
| 2007 | Ensemble                                    | Den stora premiären Åke Cato och Mikael Neumann                                       | Adde Malmberg     | Fredriksdalsteatern           |
| 2007 | Micke Holm (Willard Hewitt)                 | Footloose Tom Snow, Dean Pitchford och Walter Bobbie                                  | Roine Söderlundh  | Stora Teatern/ Intiman        |
| 2009 | Gerald Bolingbroke                          | Lorden från gränden (Me and My Girl) L. Arthur Rose och Noel Gay                      | Jan Hertz         | Fredriksdalsteatern           |
| 2009 | Hipockets Duncan                            | Buddy Holly Alan Janes                                                                | Pontus Ströbaek   | Göta Lejon                    |
| 2010 | Arthur                                      | Gröna Hissen (Fair and Warmer) Avery Hopwood                                          | Anders Albien     | Fredriksdalsteatern           |
| 2010 | Sune Ekman (Sonny)                          | Grease Jim Jacobs och Warren Casey                                                    | Hans Marklund     | Göta Lejon                    |
| 2010 | Sir Galahad                                 | Spamalot Eric Idle och John Du Prez                                                   | Anders Albien     | Nöjesteatern                  |
| 2011 | Sven                                        | Viva la Greta Åke Cato och Mikael Neumann                                             | Anders Albien     | Fredriksdalsteatern           |
| 2011 | Sir Galahad                                 | Spamalot Eric Idle och John Du Prez                                                   | Anders Albien     | Oscarsteatern                 |
| 2012 | Teddy Brewster                              | Arsenik och gamla spetsar (Arsenic and Old Lace) Joseph Kesselring                    | Ronny Danielsson  | Fredriksdalsteatern           |
| 2013 | Anders Ohlsson                              | På bettet Robert Dröse                                                                | Robert Dröse      | Sverigeturné                  |
| 2013 | Löjtnant Hubert Gruber                      | 'Allå, 'allå, 'emliga armén ( 'Allo 'Allo!) David Croft och Jeremy Lloyd              | Anders Albien     | Fredriksdalsteatern           |
| 2013 | Fågelskrämman                               | Trollkarlen från Oz (The Wonderful Wizard of Oz) Robert Dröse och Martin Land         | Robert Dröse      | Maximteatern och Sverigeturné |
| 2014 | Terry                                       | Pang i bygget (Fawlty Towers) John Cleese och Connie Booth                            | Anders Albien     | Fredriksdalsteatern           |
| 2014 | Stanley Stubbers                            | Jobba för två (One Man, Two Guvnors) Richard Bean                                     | Adde Malmberg     | Nöjesteatern                  |
| 2015 | Oldfux                                      | Den stressade (Den stundesløse) Ludvig Holberg                                        | Jan Hertz         | Fredriksdalsteatern           |
| 2015 | Nick Massi                                  | Jersey Boys Marshall Brickman och Rick Elice                                          | Anders Albien     | Chinateatern                  |
| 2016 | Joe/Josephine                               | Sugar - I hetaste laget (Sugar) Jule Styne, Bob Merrill och Peter Stone               | Anders Aldgård    | Fredriksdalsteatern           |
| 2017 | Edward "Ted" Bristow                        | Hotelliggaren (Two Into One) Ray Cooney                                               | Sven Melander     | Fredriksdalsteatern           |
| 2018 | Herman, betjänt                             | Fars lilla tös (Hurra, ein Junge) Franz Arnold och Ernst Bach                         | Anders Aldgård    | Fredriksdalsteatern           |
| 2020 |                                             | Evigt ung (Ewig jung) Erik Gedeon                                                     | Adde Malmberg     | Helsingborgs stadsteater      |
| 2021 |                                             | Bröderna Lejonhjärta Astrid Lindgren                                                  | Ronny Danielsson  | Helsingborgs stadsteater      |
| 2022 |                                             | Peter Pan J.M. Barrie                                                                 | Kajsa Giertz      | Helsingborgs stadsteater      |
| 2023 | Vikström                                    | De’ e’ det här vi kallar kärlek Monica Forsberg och Ingela ”Pling” Forsman            | Hans Marklund     | Nöjesteatern                  |
| 2024 | Kristoffer Ölander, försupen förste älskare | Ett resande teatersällskap Andreas T. Olsson                                          | Andreas T. Olsson | Sundspärlan                   |
| 2024 | Vikström                                    | De’ e’ det här vi kallar kärlek Monica Forsberg och Ingela ”Pling” Forsman            | Hans Marklund     | Göta Lejon                    |

## Filmografi
- 2011 - Starke man (TV)

## TV
- Under 2012 var han programledare för webbsändningen på Allsång på Skansen.

## Utmärkelser
- Guldmasken - 2008 för bästa manliga biroll i Footloose.